# Dzieciuki

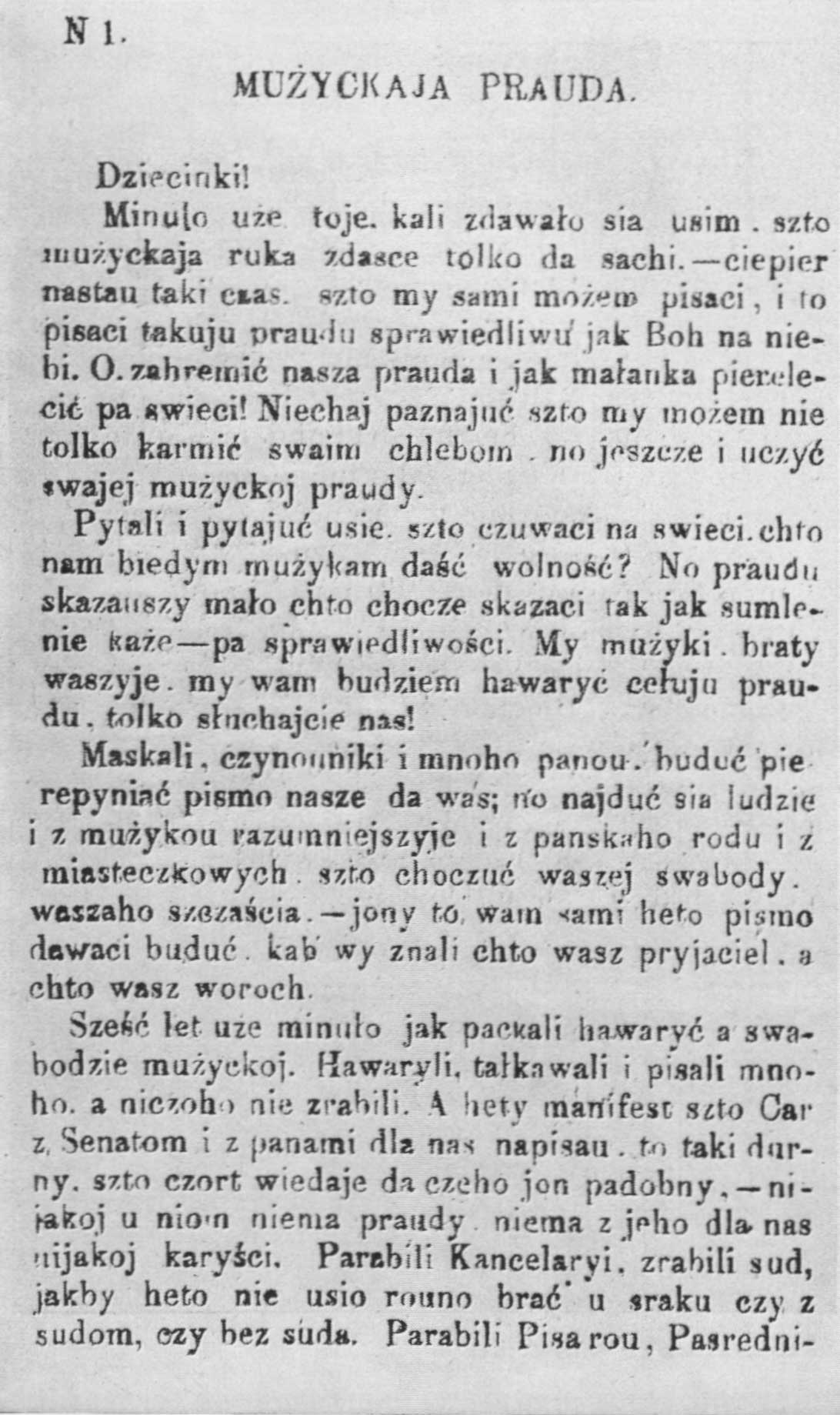
Перша сторінка часопису «Мужыцкая Праўда» зі звертанням «Dzieciuki» (текст написано білоруською латинкою)

Dzieciuki (кирил. Дзецюкі) — білоруський фолк-роковий гурт із Городні. Музиканти виконують пісні білоруською мовою, а їхня тематика стосується історії Білорусі. Назва гурту пов'язана з постаттю Кастуся Калиновського — словом «дзецюкі» він звертався до білоруських селян напередодні січневого повстання 1863 року в часописі «Mużyckaja prauda».

## Склад
- Денис Жиговець (Дзяніс Жыгавец): вірші
- Паша «Трабл»: спів, білоруська дуда
- Олесь Денисов (Алесь Дзянісаў): акустична гітара, банджа, спів
- Андрій «Пітон» (Андрэй «Пітон»): бас-гітара, спів
- Микола «Калямба» Поляков (Мікола «Калямба» Палякоў): акордеон
- Льоха Пудін (Лёха Пудзін): гітара
- Саня «Сир» (Саня «Сыр»): ударні

## Дискографія
Студійні альбоми
- 2014 — Гарадзенскі гармідар
- 2016 — Рэха
- 2019 — Радыё „Harodnia“

Компіляції
- 2014 — Re: Песняры — пісня «А хто там ідзе?»
- 2016 — Tribute to the Pogues — пісня «Не саскочу»
- 2017 — (Не)расстраляная паэзія — пісня «Бунтар»

Синґл
- 2018 — Калі над лугам бусел праляцеў

## Відеографія
| Рік  | Назва                           | Режисер          | Дата виходу       |
| ---- | ------------------------------- | ---------------- | ----------------- |
| 2014 | «Ладзьдзя роспачы»              | Вєра Стома       | 23 червня 2014    |
| 2014 | «Лясныя браты»                  | Антон Цялежнякав | 21 липня 2014     |
| 2014 | «Сумнае рэгі»                   | Тры макі         | 11 вересня 2014   |
| 2014 | «Хлопцы-балахоўцы»              | Антон Цялежнякав | 27 листопада 2014 |
| 2016 | «Эпілог»                        | Роберт Екштайн   | 4 грудня 2016     |
| 2019 | «Калі над лугам бусел праляцеў» | Роберт Екштайн   | 27 квітня 2019    |